# Смоленська ікона Божої Матері
Смоленська ікона Божої Матері або Одигітрія Смоленська — шанована в православії ікона Богородиці (Одигітрія).

## Історія

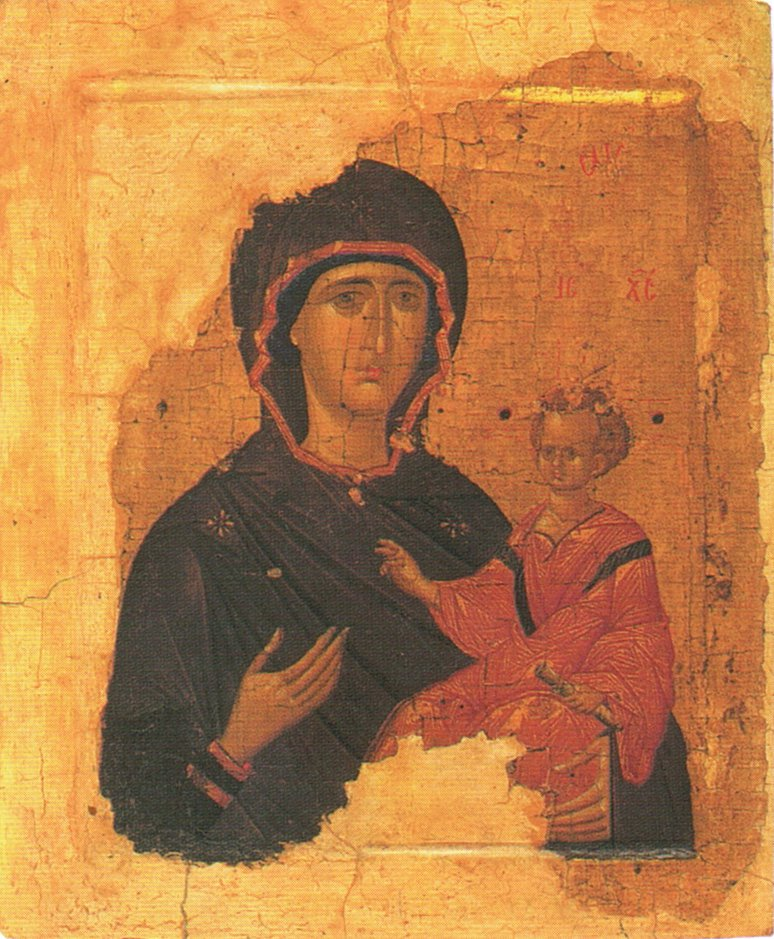
Ікона Божої Матері «Одигітрія». Перша четверть XV століття. Візантія

Написана, за переказами, євангелістом Лукою під час земного життя Пресвятої Богородиці.
Святитель Димитрій Ростовський припускає, що цей образ був написаний на прохання антіохійського правителя Феофіла.
З Антіохії святиня була перенесена до Єрусалиму, а звідти імператриця Євдокія, жінка імператора Аркадія, передала її до Константинополя Пульхерії, сестрі імператора, яка поставила святу ікону у Влахернському храмі.
Візантійський імператор Костянтин IX Мономах (1042–1054), видаючи в 1046 році свою дочку Анну за князя Всеволода Ярославовича, сина Ярослава Мудрого, благословив її в дорогу цією іконою.
Після смерті князя Всеволода ікона перейшла до його сина Володимира Мономаха, який переніс її на початку XII століття до Смоленської соборної церкви на честь Успіння Пресвятої Богородиці.
Церковне передання приписує іконі допомогу в спасінні міста в 1238 р. від монголо-татарського нашестя. За голосом від ікони самовідданий православний воїн Меркурій вночі проник в намет Батия і перебив велику кількість ворогів, у тому числі і їх сильного воїна. Прийнявши в битві мученицьку смерть, він був причислений Церквою до лику святих.
У 1398 р. дочка князя Вітовта Софія привезла ікону з собою до Москви. Святий образ встановили в Благовіщенському соборі Кремля.
У 1456 р., на прохання жителів Смоленську на чолі з єпископом Мисаїлом, ікона була урочисто з хресним ходом повернена до Смоленська.
У 1602 році з чудотворної ікони був написаний точний список (у 1666 році разом зі стародавньою іконою новий список возили до Москви для відновлення), який помістили у вежі Смоленського укріплення, над Дніпровськими воротами, під спеціально влаштованим шатром.
Прототип ікони зберігався в Успенському соборі Смоленська, але після окупації міста німецькими військами в 1941 році ікона була втрачена. У післявоєнний період місце древньої ікони в Успенському соборі Смоленська займає ікона почала XVII століття з храму над Дніпровськими воротами Смоленського кремля.

## Іконографія
Ікона належить до іконописного типу Одигітрія і, ймовірно, є списком з Одигітрії Влахернської. Богородиця зображена по пояс, лівою рукою вона підтримує немовля Христа, який тримає в лівій руці сувій, а правою благословляє. На звороті прототипу було зображено розп'яття з грецьким написом «Цар розіп'ятий» і видом Єрусалиму. При поновлених ікони в 1666 році до зображення розп'яття на звороті були додані фігури Богородиці та Івана Богослова.

## Шановані списки
Чудотворних та особливошанованих списків копій з цієї ікони налічується більш ніж 30.
Одним з найшанованіших списків ікони є чудотворна Ікона Божої Матері Одігітрія Шуйська.
Перш ніж повернути ікону до Смоленська, з неї зняли точний список «міра в міру», який залишався в Благовіщенському соборі до 1525 року, коли був перенесений 28 липня в Новодівочий монастир, заснований роком раніше з нагоди повернення Смоленська Російській імперії від Литви.

## Вшанування
Святкування на честь цього чудотворного образу 28 липня було встановлене в 1525 році в пам'ять повернення Смоленська Російській імперії.